# Ioan Iovan
Ioan Iovan (n. 26 iunie 1922, Husasău de Criș, județul Bihor - d. 17 mai 2008, Mănăstirea Recea) părinte arhimandrit, mare duhovnic și teolog român, a fost fiul spiritual al Părintelui Arsenie Boca și duhovnic la mănăstirile Vladimirești, Plumbuita și Recea.
A fost închis în închisorile comuniste de la Galați, Văcărești, Jilava, Gherla și Aiud.

## Biografie
Pe 26 iunie 1922, se naște Silviu Cornel - al optulea copil al preotului Gavriil și prezbiterei Maria Iovan, din Husasău de Criș, jud. Bihor. 

### Studii si formare
A frecventat primele trei clase, la școala primară din satul natal, iar clasa a-IV-a o termină la Oradea.
Între anii 1934-1942 a urmat studiile medii la liceul Emanuil Gojdu din Oradea, din care ultimele două sub ocupație maghiară - la Liceul Sfântul Ladislau, secția română, cu profesori maghiari.
Perioada 1942-1946 este cea în care a urmat cursurile Facultății de Teologie Ortodoxă din Cluj, nerecunoscută de statul maghiar, dar care funcționa cu sprijinul consulatului român. Teza de Licență, susținută la Facultatea de teologie din Sibiu era intitulată, „Sfânta Euharistie și viața mistică”. Tot în 1946, s-a înscris la doctorat, la catedra de dogmatică a Părintelui Dumitru Stăniloaie. A urmat cursurile pentru doctorat, timp de 2 ani, perioadă în care a susținut și câteva lucrări. În paralel, a studiat dreptul, la Facultatea de Drept din Cluj.
După terminarea Facultății de Teologie, a primit cea mai bună catedră de profesor de religie, la Liceul Gheorghe Barițiu din Cluj și la Liceul Comercial de fete.
L-a cunoscut pe Părintele Arsenie Boca, la Mănăstirea Brâncoveanu de la Sâmbăta de Sus și pe Măicuța Veronica, stareța Mănăstirii Vladimirești, venită acolo în căutarea unui duhovnic. Părintele Arsenie, care fusese câteva luni duhovnicul Mănăstirii Vladimirești, i-a spus  Măicuței: “Ți-am pregătit un “munte”, dar lasă-l să mai crească!”

### Hirotonirea și tunderea în monahism
Pe 26 mai 1948 a fost hirotonit diacon, de către P.S.Nicolaie Popovici, episcopul Oradiei Mari – singurul episcop martir al Bisericii Ortodoxe de sub regimul comunist. Slujba de hirotonire a avut loc și în prezența episcopului locului, cu aprobarea Sf.Sinod, la Sfânta Mănăstire Vladimirești, cu Hramul Adormirea Maicii Domnului, din loc. Tudor Vladimirescu, situată între Tecuci și Galați.
Pe 7 noiembrie 1949 tânărul diacon Silviu Iovan a fost tuns în monahism, de către P.S. Antim Nica, Episcopul Galațiului, la Mănăstirea de călugări  Sihastru de lângă Adjud, primind numele de IOAN. 
Între 1948 și 1955 Părintele Ioan a slujit la Mănăstirea Vladimirești.

### Deasa împărtășireși spovedania în comun

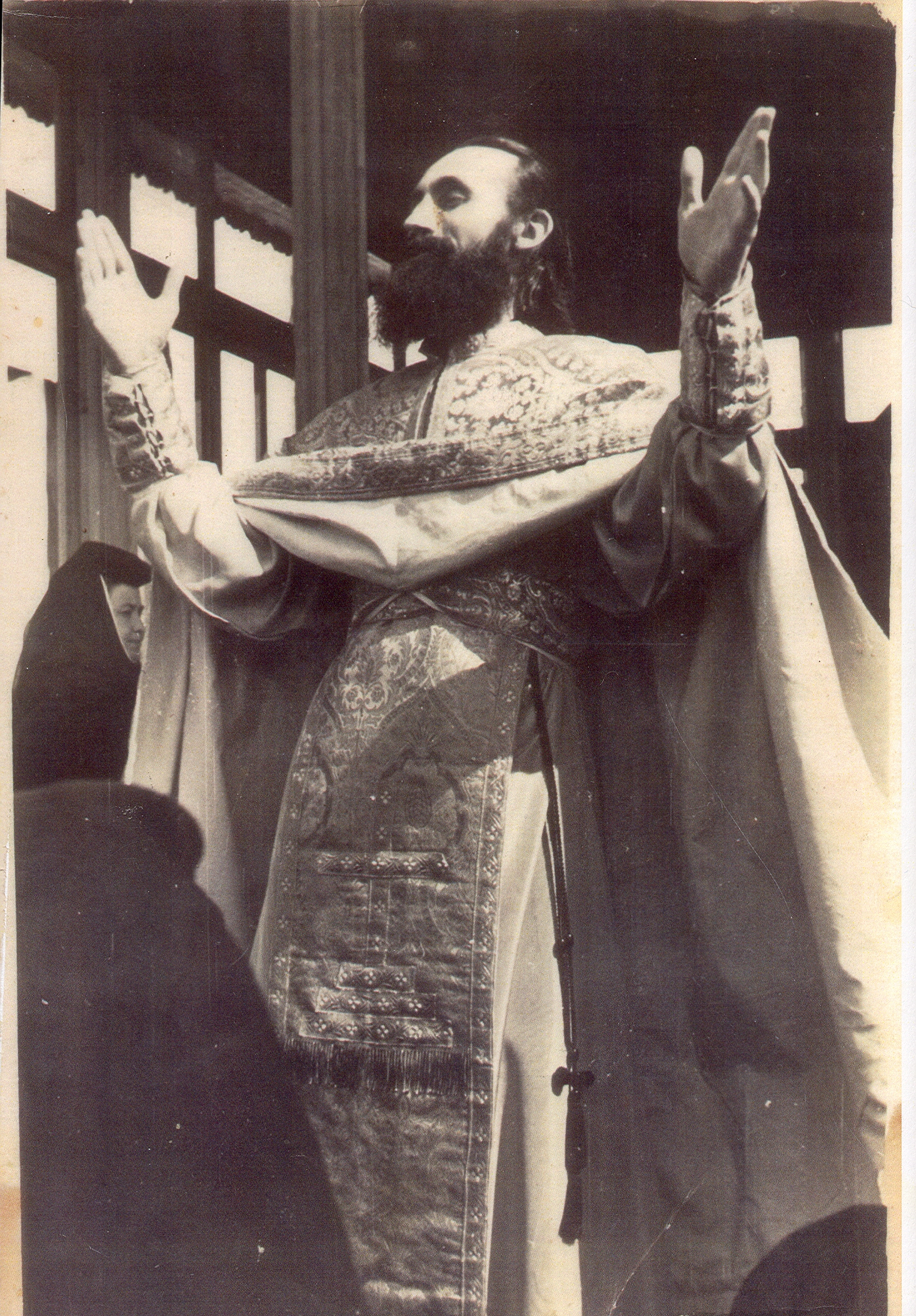

La sugestia Măicuței Veronica, a adus inovația desei împărtășiri cu Hristos Euharistic, așa cum făceau primii creștini, și fiind singurul preot  care  se ocupa  de miile  de credincioși veniți la  locul sfânt și  sfințitor,  pentru  a-i  ajuta  pe toți,  a purces cu binecuvântarea P.S. Nicolae Popovici, la spovedania în comun (cu dezlegările de rigoare). La acuzațiile că spovedește în bloc, Părintele răspundea: “Și diavolul fură  sufletele  tot în  bloc!” A fost însă un motiv pentru Patriarhie de a-l considera necanonic și la ordinul organelor de represiune ale statului (și chiar ale celor de la Moscova), încep  presiunile asupra Părintelui Ioan și a Mănăstirii Vladimirești.
Episcopul de Galați îl somă să nu mai slujească, să nu mai predice, ori să  accepte  transferul  la altă mănăstire  sau în București, iar în ultimul rând să-și ia  concediu medical. Aceste somații, după cum au recunoscut cei  din  conducerea Bisericii, erau din rațiuni de stat.

### Caterisirea și prigonirea
Pe 27 ianuarie 1955 a avut loc la Consistoriul eparhial monahal din București, procesul de caterisire al Părintelui Ioan, în lipsă, pentru a putea fi dat mai ușor pe mâna autorităților. Pe 21 februarie 1955 i s-a înmânat Sentința de caterisire și excludere din monahism, pe care pe bună dreptate Părintele o considera netemeinică și nelegală în fața Lui Dumnezeu și continuă să slujească și să-l mărtuirisească pe Hristos cu același foc. I s-a luat dreptul de a mai sluji, nu însă și harul.
Pe 29 martie 1955 sute de ostași înarmați au invadat în forță Mănăstirea și l-au arestat pe Părintele Ioan, pe Măicuța Veronica și pe maicile din Comitetul de conducere, în frunte cu Maica Teodosia și Maica Mihaila Nicoară, secretara Mănăstirii. Un an mai târziu a fost desființată Mănăstirea Vladimirești și maicile împrăștiate. S-a judecat Procesul, în care sentința dată a fost condamnarea la moarte, comutată în muncă silnică pe viață.
Executarea sentinței a început la Penitenciarul Semicerc din Galați, chiar în celula unde a zăcut Iuliu Maniu, în condiții de exterminare. A contractat un T.B.C. ganglionar, iar din cauza mizeriei și frigului, i-au crăpat mâinile până la os. Cu toate acestea, făcea eforturi supraomenești ca să se roage de fiecare dată în poziția de rugăciune, în picioare. A fost transferat la Spitalul închisorii Văcărești de deținuți politici. A urmat apoi să slujească în cele mai mari “Catedrale” ale țării: Jilava, Gherla, Aiud. Amintirile din închisoare sunt prezentate în capitolul «Memorialul Durerii ». Întărește cu cuvântul și cu Sfânta Împărtășanie, mii de deținuți. Refuzând reeducarea, a fost totuși eliberat de la Aiud, în urma Decretului de amnistiere, la 1 august 1964.
Securitatea însă îl tracasa în continuare, atât pe Sfinția Sa cât și familia și de aceea s-a mutat la București, într-o locuință a unei foste maici de la Vladimirești.
În 1966, continuându-și misiunea de preot, așa cum a făcut și în închisoare de altfel, i s-a înscenat un proces, judecat în stare de libertate, pentru  “abuz de funcție”, respectiv oficierea Sfintelor Taine - spovedanie și împărtășanie - fiind caterisit. Din nou a fost condamnat și obligat să execute pedeapsa prin muncă.
După eliberare, între 1967 si 1969 a locuit în cartierul Balta Albă, la sora Maicii Marionila, dar era ținut sub aceeași minuțioasă supraveghere de către Securitate, uneori fiind chiar agresat.
În august 1970, mergând la Tecuci, în scopul de a încuraja credința soborului risipit al Mănăstirii, a fost arestat a treia oară și dus la închisoarea din oraș. În  octombrie 1970, a fost condamnat la 1 an închisoare.

### Revenire
În august 1971 a fost eliberat din închisoare, dar urmărit în continuare,  Ioan Iovan a devenit ținta unor calomnii și scenarii compromițătoare.
În această atmosferă tensionată, obosit și decepționat sufletește, a început sa se preocupe de revenirea în cler. A făcut zilnic următoarele drumuri: la Sfintele Moaște, Patriarhie și Securitate, rugându-se și la Dumnezeu și de puternicii zilei. Patriarhul Justinian însă rămânea ferm pe poziția lui, dând vina pe Securitate, iar aceasta pe Patriarhie.
În sfârșit, pe 26 iunie 1979 (ziua de naștere) după 24 de ani de caterisire, a obținut aprobarea de a sluji oficial. Ioan Iovan a fost trimis la Mănăstirea Cernica, unde i s-a permis să slujească odată pe săptămână. În 1980 i-a fost permis să oficieze Sf. Liturghie la Mănăstirea Plumbuita din București, de data aceasta, în fiecare duminică și în zilele de sărbătoare. Aici reuși oarecum, să continuie  Lucrarea sa  duhovnicească de mântuire a oamenilor, prin spovedanie și împărtășanie mai frecventă, până în 1989.
se redeschide Mănăstirea Vladimirești, dar Părintelui Ioan nu i se dădu voie să vină. 
Rămase la Plumbuita unde stareț era Simion Tatu – fiul duhovnicesc al Părintelui Ioan. În 1991, a fost transferat la Mănăstirea Recea, lângă Târgu Mureș, și era considerat cel mai mare Duhuvnic al Ardealului și chiar al întregii Biserici, devenind un adevărat „arbitru al eleganței” - al lui Hristos - pe pământ, având aceeași naturalețe ce l-a caracterizat toată viața.
A predat la Facultatea de Teologie Ortodoxă din Alba Iulia, din postura de teolog autentic, adică, nu numai vorbește despre Dumnezeu ci și trăiește în Dumnezeu cu care s-a unit. A dobăndit Rugăciunea inimii încă din tinerețe, dar a desăvârșit-o, ajungând la stadiul de clarvedere.
În perioada 1991 - 2006 asistă în tot acest timp la imaginea dureroasă, a unei lumi ce se predă treptat, neputincioasă în fața răului. Colectivul mănăstirii îl protejează, ținându-l în chilie și îndemnând vizitatorii să-și caute alt duhovnic. Însă Părintele Ioan, chiar bolnav fiind, iese întotdeauna, la Sfânta Liturghie, spunând, „Îmi iubesc nespus neamul acesta și vreau să-i slujesc cu orice preț, până la capăt!”
Moare pe 17 mai 2008, la Mănăstirea Recea.

## Scrieri
- A fost frumos la Gherla!, Părintele Ioan Iovan, Editura Patmos, 2008
- Cuvinte împartașite de Părintele Ioan și Maica Stareța Cristina, Părintele Ioan Iovan, duhovnicul Mănăstirii Recea, Mureș și Maica Stareța Cristina de la Mănăstirea Recea în dialog cu Preot Remus Onișor, Editura Reîntregirea, 2008